# Volleyball World Beach Pro Tour Elite16 México
El Volleyball World Beach Pro Tour México es un torneo oficial de vóley playa que se disputa anualmente en una ciudad mexicana, en esta última ocasión ha sido en Quintana Roo (México), aunque también lo ha hecho en otras ocasiones en Rosarito y Tepic. Es un campeonato de categoría Elite16 que forma parte del VW Beach Pro Tour. Su nombre comercial es BPT Elite16 de Quintana Roo o BPT Elite16 de México y se disputa en las instalaciones situadas en la Playa del Carmen.

## Historia

### Prueba fundacional del Volleyball World Beach Pro Tour (2022 - Act)
Con la llegada del remozado VW Beach Pro Tour, el país de México iba a apostar fuertemente por tener un campeonato de máxima categoría como era el Elite16 y otro de menor nivel como el Challenge que precedía al campeonato de inicio. Así fue como surgió la idea de un campeonato que pudiera rotar por el país y sirviera de reclamo para traer a las mejores parejas del mundo.
El primer año se desarrolló en Rosarito para pasar a organizarse las dos siguientes ediciones en Tepic y finalmente en la Playa del Carmen de Quintana Roo donde ha tenido lugar en la última edición.

## Resultados

### Cuadro masculino
| Año                          | Ciudad       | Campeón                      | Finalista                           | Resultado                 |
| ---------------------------- | ------------ | ---------------------------- | ----------------------------------- | ------------------------- |
| VW Beach Pro Tour - Elite 16 |              |                              |                                     |                           |
| 2022                         | Rosarito     | Cherif Younousse Ahmed Tijan | Alexander Brouwer Robert Meeuwsen   | 2-0 (21-17, 21-15)        |
| 2023                         | Tepic        | David Åhman Jonatan Hellvig  | Anders Mol Christian Sørum          | 2-0 (21-16, 21-15)        |
| 2024                         | Tepic        | David Åhman Jonatan Hellvig  | George Souto André Loyola           | 2-1 (21-17, 19-21, 15-10) |
| 2025                         | Quintana Roo | Noslen Díaz Jorge Luis Alayo | Tomás Capogrosso Nicolás Capogrosso | 2-0 (21-13, 24-22)        |

### Cuadro femenino
| Año                          | Ciudad       | Campeona                         | Finalista                          | Resultado                 |
| ---------------------------- | ------------ | -------------------------------- | ---------------------------------- | ------------------------- |
| VW Beach Pro Tour - Elite 16 |              |                                  |                                    |                           |
| 2022                         | Rosarito     | Katja Stam Raïsa Schoon          | Anastasija Samoilova Tina Graudina | 2-0 (21-14, 21-13)        |
| 2023                         | Tepic        | Sara Hughes Kelly Cheng          | Ana Patricia Silva Duda Lisboa     | 2-1 (21-14, 15-21, 15-10) |
| 2024                         | Tepic        | Tanja Hüberli Nina Brunner       | Katja Stam Raïsa Schoon            | 2-1 (21-14, 19-21, 19-17) |
| 2025                         | Quintana Roo | Carolina Solberg Rebecca Barbosa | Terese Cannon Megan Kraft          | 2-0 (21-13, 21-17)        |

## Ganadores múltiples

### Masculino
- 2 victorias:
  -  David Åhman: 2023, 2024
  -  Jonatan Hellvig: 2023, 2024